# Peter Molde-Amelung
Peter Molde-Amelung (født 18. april 1969) er en dansk instruktør og forfatter. Amelung debuterede i 2018 med romanen “Dallas København” fra Politikens forlag, men er mest kendt som instruktør på biograffilmene Jomfruer fra rummet og Jagtsæson 2, og Zulu-serien SJIT Happens fra 2013 samt DR børneserien “Osman og Jeppe” fra 2009.

## Privatliv
Privat er Amelung gift med tv-vært og journalist, Signe Molde-Amelung med hvem han har to døtre.